# Rufin Janusz
Rufin Franciszek Janusz (ur. 20 lipca 1912 w Żołyni, zm. 14 grudnia 2002 w Brodach) – polski duchowny katolicki, bernardyn, kapelan Armii Krajowej w stopniu kapitana.

## Życiorys
Urodził się 20 lipca 1912 w Żołyni jako syn Antoniego i Katarzyny z domu Szura. Ukończył miejscową szkołę podstawową. Naukę kontynuował w Gimnazjum nr 1 im. Jana Długosza w Nowym Sączu. 30 września 1929 wstąpił do Zakonu Bernardynów, rozpoczynając nowicjat w Leżajsku. W 1930 został wysłany do Sokala, gdzie kontynuował naukę w zakonnym Studium Gimnazjalnym. W 1934 udał się do Lwowa, celem odbycia studiów filozoficzno-teologicznych, przygotowujących do przyjęcia sakramentu święceń.
Po zajęciu Lwowa przez wojska radzieckie br. Rufin Janusz został skierowany do Tarnowa. Odbył przyspieszony kurs studiów i 23 grudnia 1939 przyjął święcenia kapłańskie. 3 lutego 1940 rozpoczął posługę w klasztorze w Przeworsku. 6 stycznia 1941 decyzją prowincjała został gwardianem klasztoru przeworskiego. Rozpoczął wówczas remont obiektu, celem usunięcia zniszczeń spowodowanych pobytem w klasztorze wojsk niemieckich. Ponadto podejmował liczne próby ożywienia duszpasterstwa.
W 1942 rozpoczął posługę jako zaprzysiężony kapelan Obwodu AK Przeworsk w stopniu kapitana. Udzielał kwater noclegowych i pomieszczeń dla często odbywających się narad. Wraz z kapelanem Okręgu ks. płk. Józefem Stefańskim urządzali nabożeństwa o charakterze patriotycznym. Ojciec Rufin udzielał również ślubów konspiracyjnych. Na przełomie 1942 i 1943 zorganizował kurs dla kapelanów wojskowych, prowadzony przez zawodowego księdza kapelana z Rzeszowa. Przechowywał pieniądze i dokumenty. W kwietniu 1943 po znalezieniu w Przeworsku zastrzelonego żołnierza niemieckiego duchowny został aresztowany wraz z przedstawicielami przeworskiej inteligencji - po dwóch tygodniach opuścił jednak więzienie.
Od 1943 uczestniczył w strukturach Oddziału Informacyjno-Wywiadowczego AK. W grudniu 1943 o. Rufin został kapelanem projektowanego szpitala Obwodu. Brał również udział w tajnym nauczaniu. Uratował żydowską rodzinę, przekazując im fałszywe dokumenty. W maju 1944 przewoził pieniądze ze zrzutu lotniczego w okolicach Łańcuta na stację kolejową w Przeworsku; środki te zostały wykorzystane do przygotowania Powstania Warszawskiego. Należał do Brygad Wywiadowczych i Zrzeszenia WiN.
7 października 1946 o. Rufin został aresztowany i trafił do siedziby Wojewódzkiego Urzędu Bezpieczeństwa Publicznego w Krakowie. 28 października 1946 r. osadzono go na Zamku w Rzeszowie. 9 maja 1947. usłyszał zarzut udzielanie czynnej pomocy nielegalnej organizacji wywiadowczej, działającej na szkodą Państwa Polskiego; mimo iż do niczego się nie przyznał został skazany na 7 lat więzienia. Po 3 miesiącach pobytu w Rzeszowie trafił do więzienia we Wronkach. Oprawcy stosowali wobec o. Rufina szereg tortur fizycznych i psychicznych – kilkunastogodzinne przesłuchania, obelgi, drwiny z Kościoła, przebywanie w 40-osobowych celach o wymiarach 6x6 m, a następnie w pojedynczej celi przy otwartym w okresie jesienno-zimowym oknie, bez prawa pisania, czytania, korespondencji, odwiedzin, bez jakiejkolwiek pomocy medycznej.
Ojciec Rufin opuścił więzienie 21 lipca 1953. Duszpasterzował kolejno w Przeworsku, Zakopanem, Łęczycy, w końcu w Brodach pod Kalwarią Zebrzydowską, gdzie zmarł 14 grudnia 2002. Pochowany został w krypcie pod kaplicą św. Anny w Kalwarii Zebrzydowskiej.